# Диди-Занави
Диди-Занави (груз. დიდი ზანავი) — село в Грузии, входит в состав Адигенского муниципалитета края Самцхе-Джавахети. Расположено на южном склоне Месхетского хребта, части Малого Кавказа, на левом берегу реки Кваблиани, на высоте 1480 метров над уровнем моря. Село находится в 4 км к северо-востоку от посёлка Адигени, столицы муниципалитета, и само является центром территориальной единицы Занави. По данным переписи 2014 года, в селе проживало 297 человек.
В селе Диди-Занави находятся крепость Занави и церковь Занави — средневековые памятники архитектуры, внесённые в реестр недвижимых культурных памятников национального значения Грузии в 2007 году.

## История
Впервые село Занави упоминается в агиографическом сочинении X века «Житие и подвижничество Богоносного блаженного отца нашего Серапиона Зарзмели» Василия Зарзмского, как находящееся во владениях князя Георгия Чорчанели. В 1578 году село, наряду с другими юго-западными грузинскими землями, было завоёвано Османской империей. По состоянию на 1595 год в этом месте было два села, называемые Занави - «верхнее» и «нижнее» - обе в составе нахие Удэ Ахалцихского санджака . Жители села приняли ислам за время более чем 250-летнего правления Османской империи и в составе группы турок-месхетинцев были депортированы в Среднюю Азию из Советской Грузии в 1944 году. После этого Занави было заселено переселенцами из западно-грузинских регионов Имеретии и Рачи.

## Население
По данным национальной переписи 2014 года, население Диди-Занави составляло 297 человек. Большинство из них (99,3 %) являются этническими грузинами.
|           | 2002 год | 2014 год |
| --------- | -------- | -------- |
| Население | 332      | 297      |

## Достопримечательности
На западной окраине села Диди-Занави расположена средневековая крепость, стоящая на крутой скале. Крепостная стена сложена из камней и известняка, что свидетельствует о более поздней реконструкции. Основное сооружение цитадели представляет собой трёхэтажную башню с закруглённой задней частью, с бойницами со всех сторон и печью на втором этаже. Арочный дверной проём в южной стене ведёт ко внутреннему двору, в котором находится каменный бассейн с водой. Южнее находятся две башни, внутри одной из которых остатки церкви. За небольшим ручьём находится мечеть, построенная в 1927 году на месте, где когда-то стояла православная церковь, от которой сохранились капители пилястров и каменная плита с крестом в двухуровневой раме.
Примерно в 2 км к северу от села находятся руины средневековой церкви, вероятно, относившейся к монастырю, упомянутому в житии Серапиона Зармзского. Лежащие в куче богато украшенные камни некогда были элементами декора большого здания церкви, фасады которого были выполнены из блоков обтёсанного камня. Помимо церкви в состав монастырского комплекса ранее входило также несколько вспомогательных сооружений, и он был окружён крепостной стеной.